# Tập đoàn công nghiệp Arta
Tập đoàn công nghiệp Arta (tiếng Anh: Arta Industrial Group) là một tập đoàn đa quốc gia có trụ sở tại Tehran, Iran. Về vốn hóa thị trường và các khoản thu, Arta là một trong những tập đoàn tư nhân lớn nhất ở Iran.
Arta đã hoạt động tại trên 5 quốc gia và các sản phẩm và dịch vụ của tập đoàn này đã xuất khẩu sang 30 quốc gia. Arta bao gồm 12 công ty con và các công ty này hoạt động trong nhiều lĩnh vực kinh doanh (dệt may, năng lượng, chế biến gỗ, điện tử, công nghiệp đóng gói, hóa dầu, xây dựng và ô tô). Tên của tập đoàn được lấy tên từ tên cũ của thành phố được gọi là Arta ville.